# Пейли, Альберт
Альберт Пейли (англ. Albert Paley, 1944, Филадельфия, Пенсильвания, США) — американский скульптор, известен экстравагантными, органичными, часто напоминающими стиль ар-нуво, работами из металла. Творчество этого скульптора сочетает искусство и ремесло.

## Биография и творчество
Альберт Пейли родился в 1944 в Филадельфии, получил образование в Tyler School of Art там же. Пейли работал сначала в Нью-Йорке ювелиром, затем переехал в Рочестер (Нью-Йорк) в 1969, чтобы преподавать в Институте технологий Рочестера. Первая представительная скульптура Пейли «Animals Always» находится в юго-восточной части зоологического парка Сент-Луиса.
По заказу государственных и частных корпораций Пейли создал более 50 работ. Примечательными примерами могут служить ворота для Renwick Gallery Смитсоновского института в Вашингтоне, ворота для Сената в Олбани, Нью-Йорк, монументальная скульптура для федерального здания в Эшвилле, скульптура для AT&T в Атланте. Недавно законченные работы включают 40-тонную скульптуру для Adobe Systems в Сан-Хосе, ворота для нового здания суда Сан-Франциско, ворота главного входа художественного музея в Неаполе, скульптурный рельеф для Wellington Place, Торонто.
Его работы находятся в постоянных коллекциях в более чем 30 музеях, включая Метрополитен-музей, Музей изящных искусств в Бостоне, Филадельфийский художественный музей, Музей Толедо, Музей Виктории и Альберта, Британский музей.